# رونالد ويليام غراهام
رونالد ويليام غراهام (بالإنجليزية: Ronald William Graham)‏ هو دبلوماسي وسياسي بريطاني (وحمل سابقاً جنسية المملكة المتحدة لبريطانيا العظمى وأيرلندا)، ولد في 24 يوليو 1870 بلندن في المملكة المتحدة، وتوفي بنفس المكان في 26 يناير 1949. انتخب سفير المملكة المتحدة لدى إيطاليا (1921 – 1933) وانتخب سفير المملكة المتحدة لدى هولندا (1919 – 1921) وانتخب عضو مجلس الشورى البريطاني.